# Forda multicoma
Forda multicoma är en insektsart som beskrevs av Zhang, G.-x. 1998. Forda multicoma ingår i släktet Forda och familjen långrörsbladlöss. Inga underarter finns listade i Catalogue of Life.